# AFC Champions League Two 2025/26
Die AFC Champions League Two 2025/26 ist die zweite Spielzeit des zweitwichtigsten asiatischen Wettbewerbs für Vereinsmannschaften im Fußball unter dieser Bezeichnung und die 21. insgesamt. Die Saison begann mit der Qualifikationsrunde am 13. August 2025 und soll mit dem Finale am 16. Mai 2026 enden. Titelverteidiger Sharjah FC aus den Vereinigten Arabischen Emiraten nimmt an der AFC Champions League Elite teil.

## Qualifikation
Die Spielpaarungen in der Qualifikationsrunde wurden nach der in die West- und Ostregion aufgeteilten Rangliste für Vereinswettbewerbe 2023/24 und der Zugangsliste gesetzt, wobei Begegnungen zwischen Mannschaften desselben Landesverbandes ausgeschlossen waren. Die Qualifikationsrunde wurde in jeweils einem Spiel entschieden, wobei der Verein aus dem höhergesetzten Verband jeweils Heimrecht hatte. Bei einem Gleichstand wurde zunächst eine Verlängerung gespielt und dann gegebenenfalls ein Elfmeterschießen angewendet.
Die Sieger erreichten die Gruppenphase. Die unterlegenen Mannschaften spielten in der Gruppenphase der Challenge League 2025/26 weiter. Die Spiele fanden am 13. August 2025 statt.
|                | Ergebnis  |                  | Region |
| -------------- | --------- | ---------------- | ------ |
| FC Goa         | 2:1 (1:0) | al-Seeb Club     | West   |
| Regar TadAZ    | 1:2 (0:0) | Ahal FK          | West   |
| Persib Bandung | 2:1 (1:0) | Manila Digger FC | Ost    |

## Gruppenphase
An der Gruppenphase nehmen wie seit der Vorsaison üblich 32 Mannschaften teil. 29 Mannschaften sind direkt qualifiziert, dazu kommen noch zwei aus der West- und einer aus der Ostregion, die sich über die Qualifikationsrunde qualifizieren müssen. Die Auslosung findet am 15. August 2025 in der malaysischen Hauptstadt Kuala Lumpur statt. Die Mannschaften werden in acht Gruppen mit je vier Teilnehmern gelost. Die Teams der Westregion werden die Gruppen A bis D, die der Ostregion die Gruppen E bis H bilden. Mannschaften desselben Landesverbandes können nicht in dieselbe Gruppe gelost werden.
Die Gruppenersten und die -zweiten qualifizieren sich für das Achtelfinale, die Dritt- und Viertplatzierten scheiden aus dem Wettbewerb aus. 

### Westregion
- al-Nassr FC (Dritter der Saudi Pro League 2024/25)
- al-Wasl (Vierter der UAE Pro League 2024/25)
- al-Ahli SC (Vierter der Qatar Stars League 2024/25)
- Esteghlal Teheran (Sieger des Hazfi Cups 2024/25)
- FK Andijon (Sieger des Oʻzbekiston Kubogis 2024)
- al-Zawraa SC (Zweiter der Iraq Stars League 2024/25)
- al-Hussein SC (Meister der Jordan League 2024/25)
- al-Wihdat (Sieger des Jordan FA Cups 2024/25)
- al-Muharraq (Meister der Bahraini Premier League 2024/25)
- al-Khaldiya SC (Sieger des Bahraini King’s Cups 2024/25)
- Mohun Bagan AC (Meister der Indian Super League 2024/25)
- FC Istiklol (Meister der Wysschaja Liga 2024)
- Arkadag FK (Sieger der Challenge League 2024/25)
- Sepahan FC (Verlierer der CL-Elite-Qualifikation)
- FC Goa (Sieger der Qualifikation)
- Ahal FK (Sieger der Qualifikation)

### Ostregion
- Gamba Osaka (Vierter der J1 League 2024)
- Pohang Steelers (Sieger des Korea Cups 2024)
- Beijing Guoan (Vierter der Chinese Super League 2024)
- BG Pathum United FC (Dritter der Thai League 2024/25)
- Ratchaburi FC (Vierter der Thai League 2024/25)
- Macarthur FC (Sieger des Australia Cups 2024)
- Selangor FC (Zweiter der Malaysia Super League 2024/25)
- Nam Dinh FC (Meister der V.League 1 2024/25)
- Công An Hà Nội FC (Sieger des National Cups 2024/25)
- Tai Po FC (Meister der Hong Kong Premier League 2024/25)
- Eastern AA (Sieger des Hong Kong FA Cups 2024/25)
- Lion City Sailors (Meister der Singapore Premier League 2024/25)
- Tampines Rovers (Zweiter der Singapore Premier League 2024/25)
- Kaya FC-Iloilo (Meister der Philippines Football League 2024/25)
- Bangkok United (Verlierer der CL-Elite-Qualifikation)
- Persib Bandung (Sieger der Qualifikation)